# Stazione di Ankara
La stazione di Ankara (in turco Ankara Garı) è la principale stazione ferroviaria della capitale turca, situata nell'omonima provincia, regione Anatolia Centrale. 

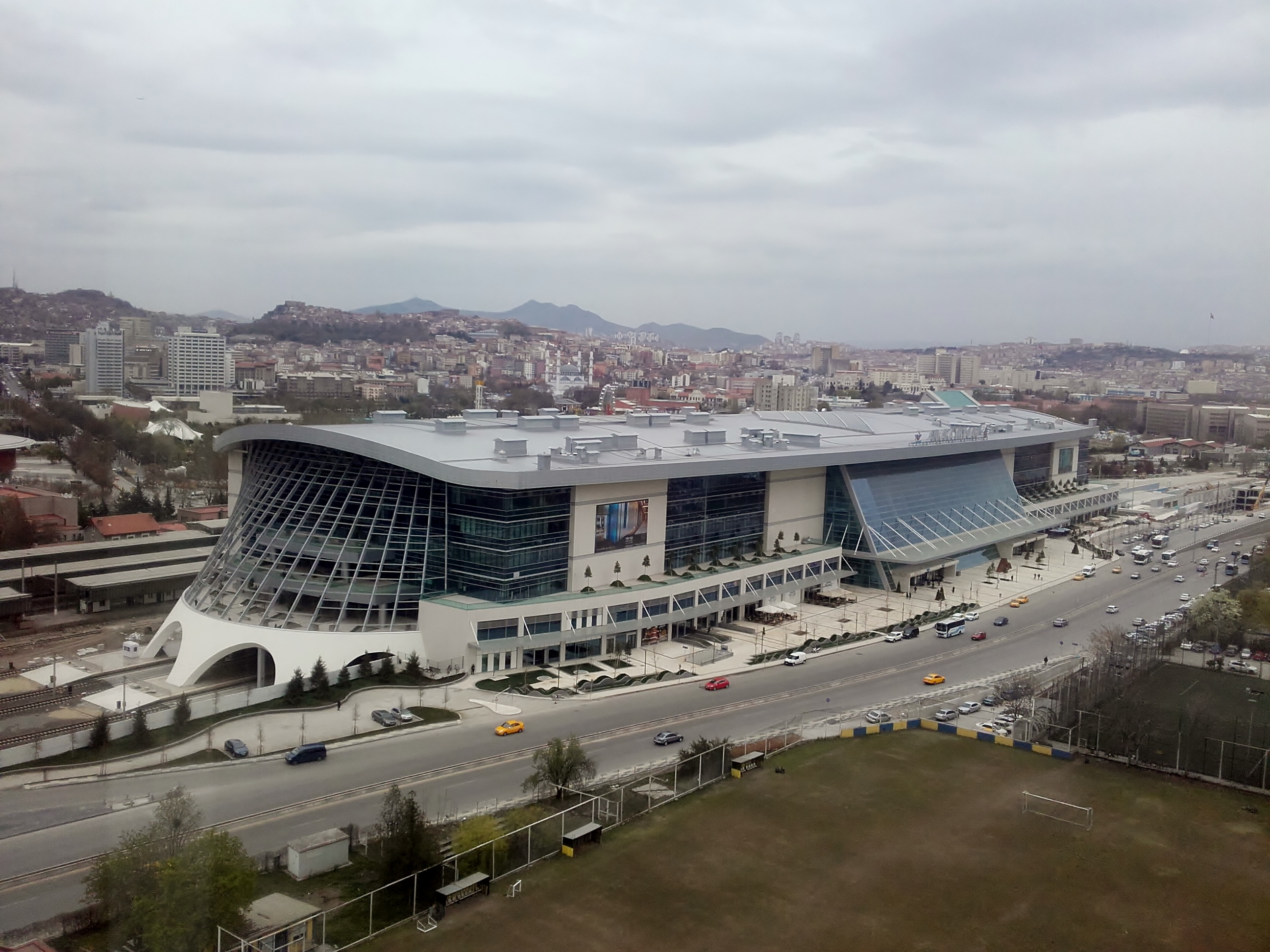
Il nuovo terminale ATG della stazione ferroviaria di Ankara, costruita nel 2017 per il servizio YHT (Yüksek Hızlı Tren, i.e. Treno Alta Velocità).

## Storia
La stazione venne inaugurata nel 1892. Nel 1937 venne costruito un nuovo fabbricato viaggiatori in stile Art déco. Nel 2009 venne inaugurata la nuova linea ad alta velocità Ankara-Eskişehir, di conseguenza si decise costruire un nuovo fabbricato più ampio inaugurato nel 2016. Il vecchio edificio è tuttora in uso collegato con il nuovo fabbricato per mezzo di un ponte.
La mattina di sabato 10 ottobre 2015, alle 10:04 ci fu un attentato terroristico da parte di due kamikaze, vicini all'Isis, si sono fatti saltare in aria nella piazza centrale di Ankara, antistante la stazione, dove si stava tenendo un corteo per la pace con i curdi, in opposizione alle politiche del presidente Tayyip Erdogan. Il bilancio finale dell'attacco è di 103 morti e oltre 245 feriti.